# Scorpion
Scorpionii (Scorpiones) sunt un ordin de animale nevertebrate din clasa Arachnida, încrengătura Arthropoda. Scorpionii au un aspect înșelător de răcușor. Se deosebesc ușor de alte arahnide după pedipalpii în formă de clește și metasoma (coada) ce se termină cu telson. Ca toate arahnidele, au opt picioare, iar corpul este segmentat. În telson sunt localizate glandele veninoase. Canalele acestor glande se deschid în exterior printr-un ac. Deși scorpionii au o reputație înfricoșătoare, doar 25 de specii au venin capabil să ucidă omul. Ei se întâlnesc în special în zonele tropicale și subtropicale. În regiunile temperate ei se întâlnesc foarte rar. În prezent ordinul cuprinde peste 1.400 de specii, care au dimensiunea corpului între 9 mm (Typhlochactas mitchelli) și 21 cm (Pandinus imperator).

## Etimologie
Denumirea de scorpion  provine de la cuvântul latin scorpio, fiind un împrumut din greaca veche: σκορπίος (skorpíos). Termenul grecesc, probabil, este originar din limba protoindo-europeană: *(s)ker – „a tăia”.

## Morfologie externă

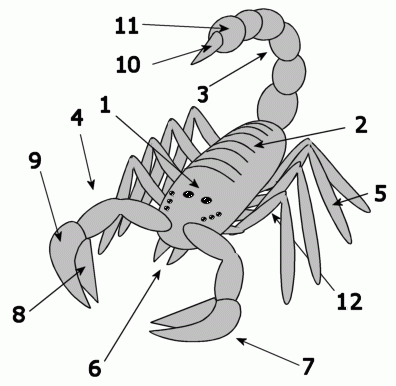
Morfologia scorpionilor:
1 - prosomă;
2 - mezosomă;
3 - metasomă;
4 - pedipalp;
5 - picioare;
6 - chelicer;
7 - chelă;
8 - articolul mobil al chelei, manus;
9 - articolul fixal chelei, tarsus;
10 - telson;
11 - anus.

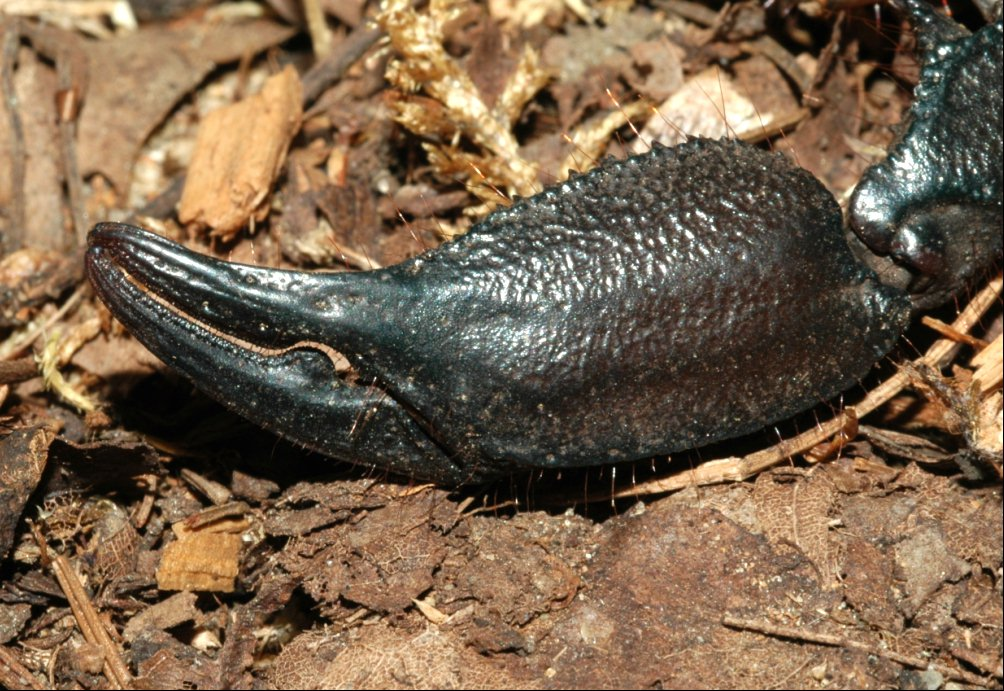
Cleștele de la vârful pedipalpului

Corpul scorpionilor este divizat în câteva regiuni numite tagme. Anterior se află prosoma (cefalotorace), iar posterior – opistosoma (abdomen). Opistosoma este împărțită în continuare în mezosomă (preabdomen) și metasomă (postabdomen). Metasoma, numită uneori și coadă, este îngustată și se termină cu un telson. Prosoma poartă 6 perechi de apendice (membre), pe când la opistosomă pot fi menționați doar pieptenii.

Segmentele corpului sunt acoperite cu sclerite – plăci ale cuticulei. Plăcile dorsale a corpului se numesc tergite, cele ventrale sternite. Tergitele se acordă cu sternite prin pleurite membranoase laterale. Ele sunt moi în comparație cu sclerite chitinizate. Cuticula este foarte dură, fiind impregnată cu fier și zinc. Această oferă o protecție împotriva dușmanilor și constituie un strat hidrodermic (lipoproteic), protejând animalul de deshidratare. Cuticula este secretată de glandele epidermice și periodic scorpionul năpârlește.
Prosoma reprezintă 6 segmente dorsale contopite formând carapacea nesegmentată și puternic scleritizată. Ea poartă 2 ochi mediani și 5 laterali, câte o pereche de pedipalpi și chelicere, și 4 membre locomotoare care se termin cu gheare. Poziția ochilor depinde de structura solului în care locuiesc. Tot pe prosomă se află și orificiul bucal. El este înconjurat de articolele bazale ale primelor membre, care formează cavitatea preorală, numită și atriu bucal. Această cavitate participă la fărâmițarea hranei. 

Prima pereche apendice sunt chelicerele. Ele sunt, relativ, scurte se află preoral și se termin cu o chelă. Chela este alcătuită din 2 articole unite care formează clește. Chelicerele sunt utilizate la apucarea și fărâmițarea prăzii. 

Pedipalpii reprezintă membre prehensile alcătuite din 6 articole: coxa, trohanter, femur, patela, tibie, și tars. Ultimul articol, de asemenea, este în formă de clește. Suprafața lor este acoperită cu trihobotrii, receptori tactili. Pedipalpii sunt folosiți la prinderea prăzii și la luptele cu dușmanii.

Următoarele 4 apendice reprezintă membre locomotoare (picioare). Ele sunt alcătuite din 7 articole, plus bazitars. Picioarele sunt nescleritizate. Articolul tarsal se termină cu o pereche gheare. 

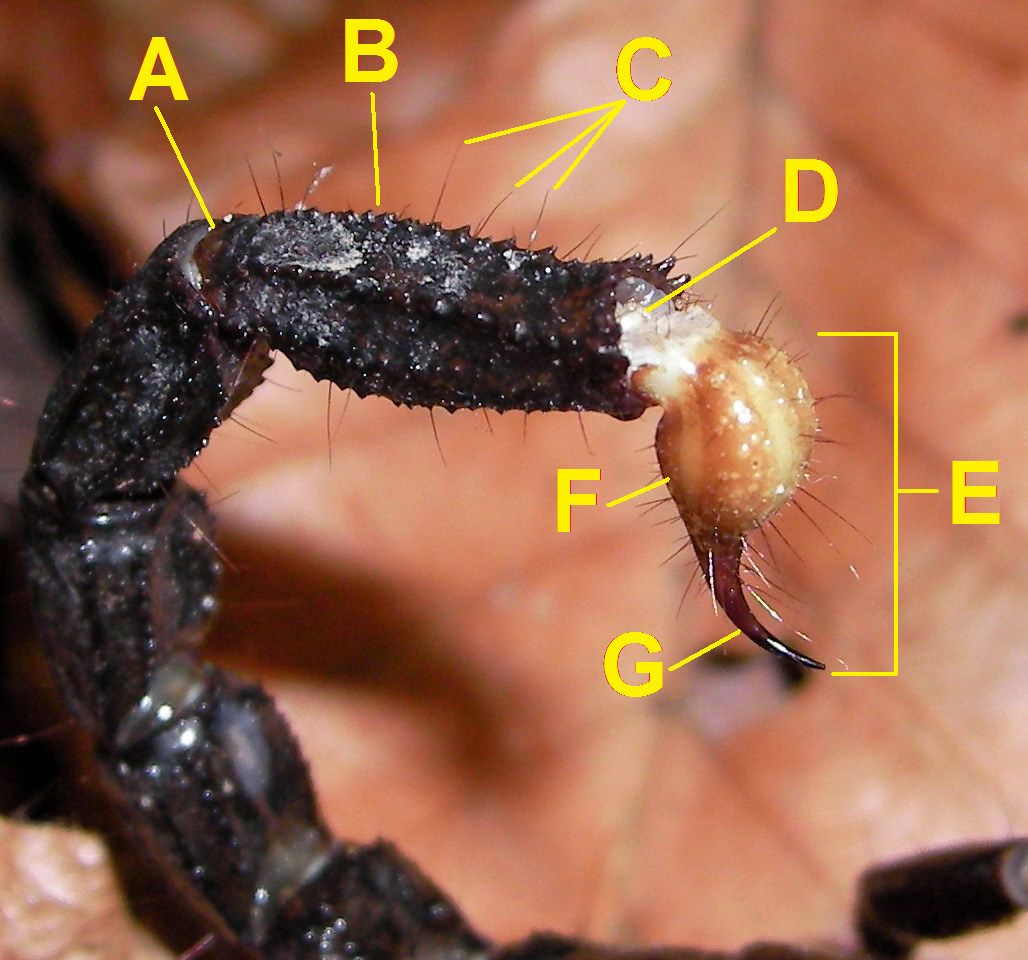
Metasoma și telsonul
A - membrană conectivă; B - al cincilea segment al metasomei;C - trihobotrii; D - anus; E - telson; F - glanda veninoasă; G -ac

Mezosoma este largă, turtită dorso-ventral, alcătuită din 7 segmente (somite). Primul segment prezintă un opercul genital, sub care se deschide orificiul genital. Operculele femelelor sunt duble, pe când la masculi fuzionate. Pe al doilea se găsesc două structuri numite pieptene, bogate în terminații nervoase cu rol de receptori senzitivi, fiind implicați și în împerechere. Astfel, pieptenii îndeplinesc funcțiile chemo- și mecanoreceptoare. Pe celelalte 4 segmente mezosomale se află câte o pereche de stigme pulmonare. Stigmele pot fi în formă de fante, circulare, eliptice sau ovale. Dorsal și ventral, mezosoma este acoperită cu tergite și, respectiv, sclerite chitinizate care se acordă cu o membrană pleurală laterală. Membrana pleurală este flexibilă și nesclerificată.
Metasoma (“coada”) este îngustă și formată din 5 segmente, terminându-se cu telson. În interiorul telsonului sunt situate glandele veninoase. Tergitele și sternitele sunt contopite formând un inel. Apendicele și membrana pleurală lipsesc. Telsonul se termină cu un ac în care se deschid canalele glandelor veninoase. Aparatul veninos este folosit pentru omorârea prăzii și pentru apărarea de dușmani. Scorpionul apucă prada cu pedipalpii și o înțeapă, introducându-i veninul. Ventral, între segmentul 5 și telson se deschide orificiul anal.

## Anatomie
Cavitatea internă a corpului se numește hemocel. În el sunt localizate toate organele interne și tot aici se revarsă hemolimfa (sângele), scăldând aceste organe. La limita dintre prosomă și mezosomă, hemocelul este divizat de către o diafragmă transversală.

Sistemul nervos la scorpioni este reprezentat de creier, lanț nervos ventral și o masă ganglionară subesofagiană. Creierul este compus din 2 regiuni: protocerebron, situat anterior și tritocerebron, situat posterior. Protocerebronul inervează ochii, iar tritocerebronul – chelicerele. Creierul dorsal și masa nervoasă subesofagiană sunt conectați prin doi nervi laterali. Acești nervi aderă strâns de esofag. Ganglionul subesofagian este larg și lat, ocupând o suprafață, relativ, mare în centrul prosomei. Acesta inervează pedipalpii, picioarele și țesuturile din primele patru segmente ale mezosomei. Lanțul nervos ventral este compus din 7 ganglioni, 3 în mezosomă și 4 în metasomă. 

Organele de simț. Cel mai dezvoltat simț al scorpionilor este văzul. Pe partea superioară a prosomei sunt plasați 3 – 6 perechi de ochi. Dintre aceștia o pereche mai dezvoltată sunt situați anterior și medain, iar restul în grupuri laterale. Scorpionii posedă organe senzitive specifice numai lor, numite piepteni (lat. pectines). Aceștia reprezintă plăci cu o margine zimțată, asemănătoare pieptenilor. Pieptenii se găsesc pe la doilea segment al mezosomei. Funcția lor nu este pe deplin cunoscută. Cel mai probabil, ei sunt receptori tactili sau olfactivi, iar datorită poziției lor alături de orificiile genitale se presupune că ar putea juca un rol excitant în timpul copulării.

Receptorii olfactive sunt reprezentați de organele lirifome, invaginări înguste în cuticulă la capătul cărora se află celule senzitive. 

Aparatul circulator este de tip deschis. Inima de formă tubulară se află în partea dorsală a mezosomei între lobii hepatopancreasului. Ea este împărțită în 8 camere. Fiecare cameră este înzestrată cu câte o pereche de osteole – orificii prin care hemolimfa ajunge înapoi în inimă. Inima este înconjurată de pericard care formează o cavitatea umplută cu hemolimfă. Șapte perechi de mușchi laterali, de care e fixată inima, sunt responsabili de extinderea inimii. Iar contracția e realizată de mușchii circulari ai inimii. Anterior și posterior pornesc câte o aortă cefalică și, respectiv, posterioară. Ambele aorte se ramifica în artere care se deschid în hemocel, adică în lacunele dintre organe. În plus, de la fiecare cameră a inimii pornesc câte o arteră laterală, în total 8 artere. Două artere din regiunea prosomei se unesc formând un inel în jurul tubului digestiv, de la care pleacă posterior o arteră, relativ, voluminoasă ce însoțește și alimentează lanțul nervos ventral. În timpul contracției hemolimfa este pompată în aorte, de aici în artere ajungând în hemocel, mai exact în lacunele dintre organe. Apoi, hemolimfa este îndreptată spre plămâni se oxidează și ajunge în pericard. De aici, în timpul extinderii inimii de către mușchii laterali, hemolimfa nimerește în inimă prin osteole. Ca pigment respirator hemolimfa conține hemocianină.

Respirația se execută prin 4 perechi de plămâni (numiți și saci pulmonari) situați în segmentele 3 – 6 ale mezosomei. În exterior ei sunt vizibili ca zone albe situate lateral pe sternite. Intern, plămânii prezintă lamele aranjate paralel în care se efectuează schimbul gazos dintre hemolimfă și aer. Plămânii sunt puternic vascularizați. Ei se deschid în exterior prin orificii laterale, numite stigme. Fiecărui plămân îi revine câte o stigmă.

Aparatul digestiv. Înainte de a consuma prada, scorpionii o lichefiază prin injectarea enzimelor digestive, având loc digerarea externă parțială. Tubul digestiv poate fi divizat în trei regiuni intestin anterior, mediu și posterior. Orificiul bucal este urmat de un faringe. Faringele, fiind înconjurat și ajutorat de mușchi, aspiră lichidele predigerate în intestin. Faringele trece în esofag, de la început îngust, însă se dilată. În porțiunea dilatată se deschid canalele glandelor salivare. Faringele și esofagul constituie intestinul anterior. Apoi urmează regiunea cea mai lungă a tubului digestiv – intestinul mediu. Intestinul mediu formează 6 perechi de cecuri sau diverticule digestive. O pereche de diverticule se plasează în prosomă, restul cinci – în mezosomă. Aceste diverticule măresc suprafața de absorbție a hranei, ocupând cea mai mare partea o volumului corpului. Aici are loc și depozitarea hranei. Intestinul posterior este scurt și se termină cu anus. 

Excreția în regiunea prosomei este realizată de glandele coxale, ce se deschid la baza celei de a treia perechi de picioare. În opistosomă funcția excretoare e îndeplinită de o pereche de tuburile lui Malpighi. Glandele coxale elimină metaboliții sub formă de acid uric, iar tuburile – guanină.

Aparatul genital. Scorpionii sunt animale unisexuate. Masculii posedă 2 testicule situate printre diverticulele digestive. fiecare testicul este alcătuit din 2 tuburi longitudinale și unite prin alte tuburi transversale. Anterior pereche de tuburi de longitudinale se contopesc în vasul deferent. Vasele deferente se unesc și se deschid în operculul genital. De vasul unic sunt conectate vezicule seminale. 

Gonadele femelelor, ovarele, la fel sunt alcătuite din tuburi longitudinale unite prin 4 tuburi transversale. Anterior ovarele continuă cu oviducte ce se unesc în receptaculul seminal. Orificiul genital se află pe primul segment al mezosomei.

## Reproducerea

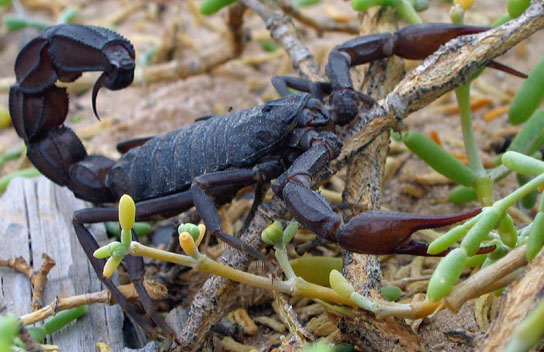
Black scorpion

Majoritatea scorpionilor se reproduc sexual. Însă la unele specii (Hottentotta hottentotta, Hottentotta caboverdensis, Liocheles australasiae, Tityus columbianus, Tityus metuendus, Tityus serrulatus, Tityus stigmurus, Tityus trivittatus și Tityus urugayensis), în lipsa masculului s-a observat partenogeneza, un proces în care din ouăle nefertilizate se dezvoltă embrionii.

Reproducerea sexuală se realizează prin transferul unui  spermatofor de la mascul la femelă. Copularea, spre deosebire de alte arahnide este complexă. Masculul își găsește femela cu ajutorul unui amestec de feromoni și vibrațiilor. Împerecherea începe cu un dans, cei doi încleștându-se cu pedipalpii. Ritualul poate implica și alte comportamente: „sărutul” cheliceral, injectarea a unei cantități mici de venin în pedipalpii femelei sau pe marginea prosomei ei, ca un mijloc pacificator. Când masculul a identificat o locație adecvată, el depune spermatoforul pe substrat și apoi ghidează femela în așa fel, încât spermatoforul să intre în opercula ei, având loc fertilizarea. Odată ce împerechere este finisată cu succes, masculul și femela se vor separa.

## Dezvoltarea

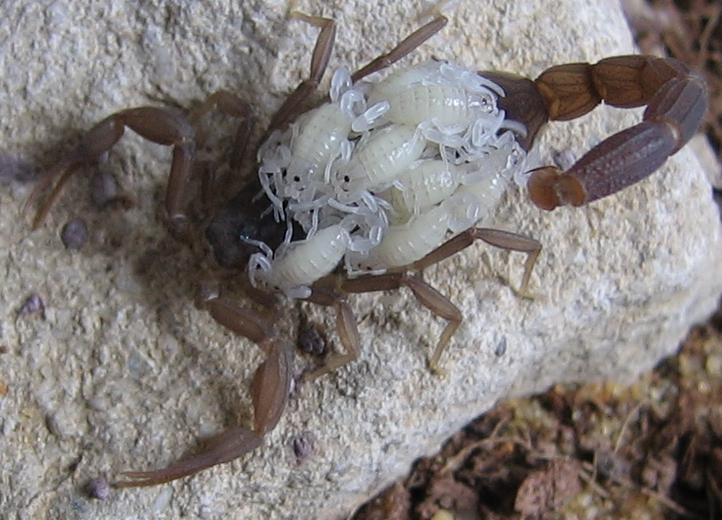
Compsobuthus werneri cu "nou-născuții" pe spate

Spre deosebire de restul arahnidelor, scorpioni sunt vivipari. Perioada de gestație durează de la câteva luni până la un an și jumătate. Dezvoltarea embrionară are loc în interiorul corpului femelei. După naștere juvenilii urcă pe spinarea  mamei lor până la prima năpârlire. În acest timp tinerii nu pot supraviețui fără mama lor, deoarece ea le oferă protecție și menține umiditatea la nivelul normal pentru ei. Unele specii manifestă o sociabilitate mai pronunțată (de exemplu, speciile din genul Pandinus), juvenilii rămânând cu mama lor pentru o perioadă mai lungă. Numărul de nou-născuți este în jur de 25 – 35 de pui. 

Tinerii se aseamănă foarte mult cu părinții lor, dezvoltarea postembrionară trecând fără metamorfoză. În timpul creșterii are loc năpârlirea cuticulei (lat. ecdysis). Până să ajungă la maturitate scorpionii năpârlesc de 5 – 7 ori. Năpârlirea începe cu fisurarea cuticulei vechi pe părțile laterale, în zona membranei pleurale. Concomitent, epiderma produce componentele viitoarei cuticule. Cuticula nouă este foarte moale, dar se întărește foarte repede. În acest moment scorpionii sunt foarte vulnerabili la atacuri. Mărirea corpului în volum se realizează numai atunci când cuticula este moale. Procesul de întărirea a cuticulei se numește sclerotizare. Cuticula nescleritizată nu are capacitate de fluorescență.

Scorpionii au o durată de viața cuprinsă între 4-25 ani. Cel mai longeviv scorpion înregistrat este Hadrurus arizonensis care a atins vârsta de 35 ani. Iar, în sălbăticie se consideră că speciile Hadrurus ajung chiar și până la 25 – 30 de ani

## Fluorescență în lumină ultravioletă

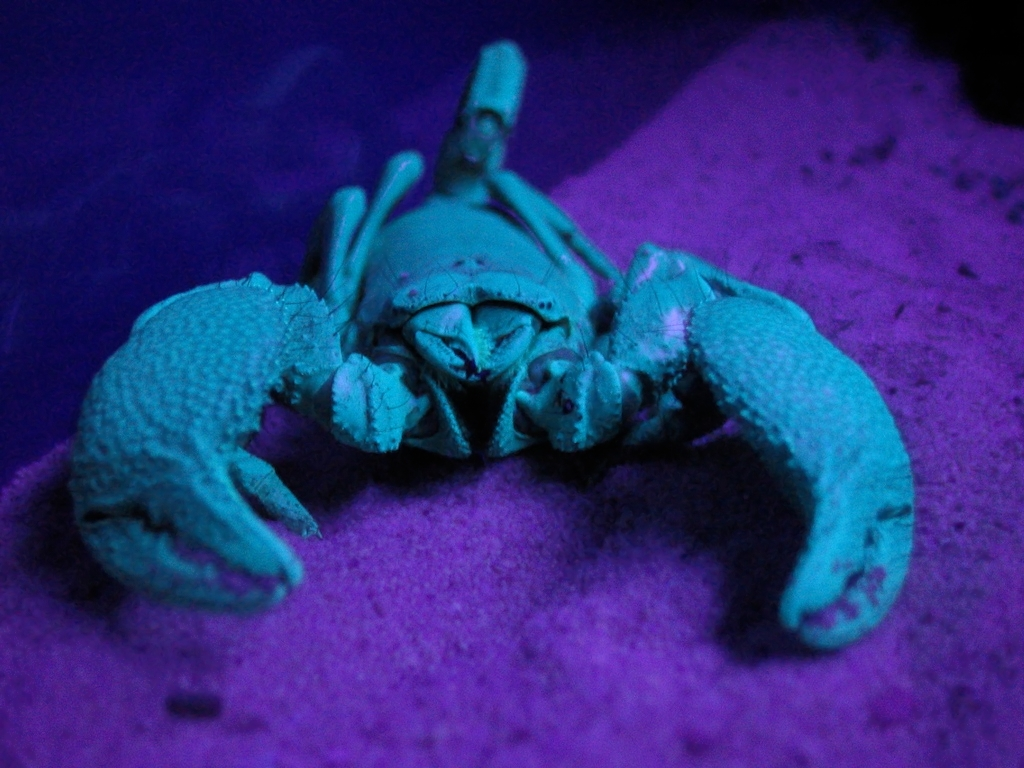
Scorpion expus la razele UV

Scorpionii sunt de asemenea cunoscuți pentru fluorescență când sunt expuși luminii ultraviolete. Fluorescența este produsă de unele substanțe chimice fluorescente prezente în cuticulă, ca beta-carbolină. Lumina UV a fost mult timp un instrument standard în căutarea pe timp de noapte a scorpionilor. Fluorescența apare în urma sclerotizării cuticulei și crește în intensitate după fiecare năpârlire.

## Ecologie
Scorpionii sunt animale nocturne și săpătoare. În timpul zilei se ascund în adăposturi naturale sau făcute de dânșii: sub pietre, bușteni, în galerii. Galeriile sunt săpate astfel încât, pe măsura aprofundării, temperatura scade. În adapostori scorpionii sunt protejați de temperaturile aride și de dușmani. Principalii inamici ai scorpionilor sunt păsările - mai ales bufnița -, chilopodele, șopârlele, șoarecii șobolani.

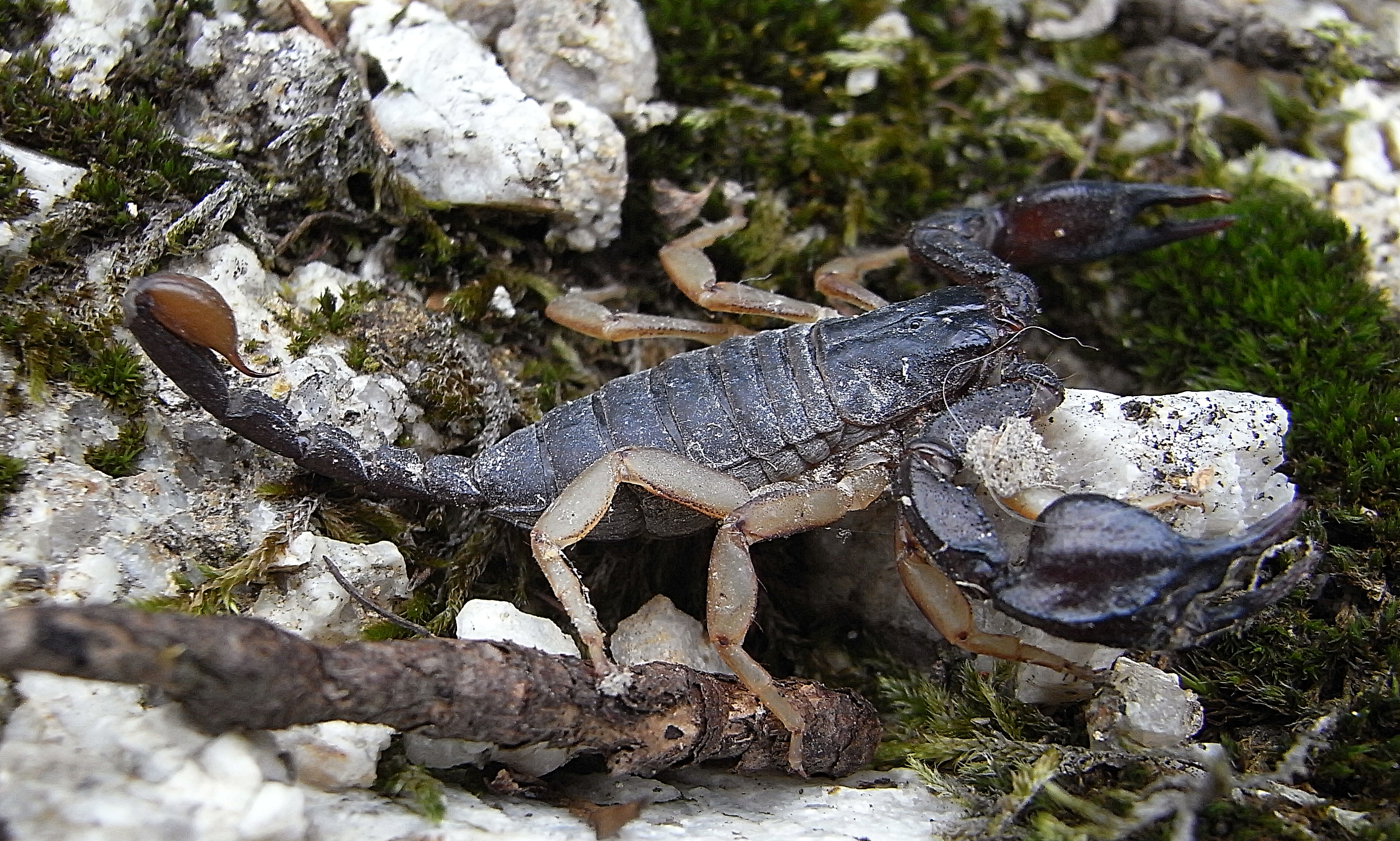
Euscorpius flavicaudis

Scorpionii au o durată de viața cuprinsă între 4-25 ani. Cel mai longeviv este considerat Hadrurus arizonensis, care în sălbăticie poate ajunge până la 25 – 30 de ani. 

Scorpionii preferă să locuiască în zonele în care temperaturile variază de la 20 °C la 37 °C, dar pot supraviețui la temperaturi de îngheț și la căldurile din deșert: speciile din genul Scorpions (Asia), scorpioni Bothriurid (Patagonia), scorpioni Euscorpius (Europa, Orientul Mijlociu) pot supraviețui la temperaturile de iarnă de aproximativ -25 °C. În Repetek (Turkmenistan), există șapte specii de scorpioni (Pectinibuthus birulai), care trăiește la temperaturi care variază de la 49,9 °C la -31 °C. Sunt activi noaptea, ziua se ascund în locurile umede.

Scorpionii sunt prădători feroce și vânează diverse artropodelor mici ca insecte, alte arahnide, uneori speciile mai mari capturează și șopârle mici, șoareci etc, înregistrându-se uneori chiar și cazuri de canibalism. Trihobotriile (fire de păr cu funcție tactilă) ce acoperă pedipalpii, în special cleștele, sunt extrem de sensibili la mișcări ș oscilații, având un rol important în detectarea prăzii. Corpul scorpionilor est destul de flexibil. În stare de atac, își poartă metasoma deasupra prosomei, iar cleștii pedipalpilor fiind larg deschiși. Cu cât metasoma este mai dezvoltată și cleștii mai reduși, cu atât scorpionii sunt mai veninoși. De aceea, în funcție de toxicitatea veninului și mărimea pedipalpilor scorpionii pot fi împărțiți convențional în două grupe. Una ar include speciile cu metasoma puternică și cu un venin foarte toxic. Aceștia preferă injectarea veninului pentru a imobiliza sau omorî prada. Celalaltă grupa ar cuprinde scorpionii cu cleștele pedipalpilor foarte dezvoltați și puternici. Ei preferând să captureze prada cu ajutorul pedipalpilor masivi, rareori injectând venin.

Scorpionii au un stil unic de utilizare a chelicerelor în timpul hrănirii, neîntâlnit la alte artropode chelicerate. Chelicerele, care sunt foarte ascuțite, sunt folosite pentru a fărâmița și a aduce particule de hrană în cavitatea preorală unde are loc lichefierea hranei. Părțile neconsumabile, părul, cuticula, sunt extrase. 

Scorpionii pot consuma cantități uriașe de alimente la o singură dată. Datorită diverticulelor foarte ramificați, cât și modul pasiv de viață, permit scorpionilor să supraviețuiască mult timp fără hrană. Unii sunt capabil să trăiască timp de 6 - 12 luni fără hrană. Excretarea metaboliților sub formă de cristale împiedică deshidratarea acestor arahnide.

## Venin
Toate speciile cunoscute de scorpion posedă venin neurotoxic (cu excepția Hemiscorpius lepturus care dispune de venin citotoxic) utilizat, în primul rând, pentru a paraliza sau omorî. Aceasta este o acțiune rapidă și foarte eficientă, fără să depună mult efort. De asemenea, veninul este folosit ca apărare contra inamicilor. Veninul reprezintă un amestec de compuși proteici (neurotoxine, inhibitori, enzimei etc). Toxinele, care sunt eliminate de scorpion reprezintă o masă vâscoasă, puțin tulbure, care se poate dizolva în apă, dar nu în alcool, eter și acetonă. Nu-și schimbă compoziția la o încălzire de 100 °C într-un timp scurt, dar la o încălzire de durată, 60 de minute, toxina se inactivează. Un scorpion poate elimina aproximativ 0,2-0,4 ml de toxină. Acțiunea toxinei de scorpion asupra animalelor, inclusiv a mamiferelor este imediată și acționează mortal. Astfel, șobolanii mor după 30 de minute de la înțepătura scorpionului, copii în câteva ore, iar adulții se pot chinui 2 – 3 zile. 
Toxinele acționează diferit asupra diverselor grupe de animale, de aceea ele pot fi clasificate în 3 categorii:
- substanțe ce acționează asupra mamiferelor: prezintă polipeptide constituite din 60 – 70 resturi de aminoacizi, moleculele fiind stabilizate prin punți disulfurice formate din resturile aminoacidului cisteină (Androctonus australis);
- substanțe ce acționează asupra insectelor: sunt polipeptide în care predomină aminoacidul cisteină, de exemplu specia Buthus eupeus elaborează neurotoxine constituite din 33 – 36 resturi de aminoacizi, moleculele sunt stabilizate prin patru punți disulfurice;
- substanțe ce acționează asupra crustaceelor: ele reprezintă polipeptide constituite din 69 resturi de aminoacizi.

Veninul se sintetizează și se depozitează în glandele veninoase perechi localizate în telson. Telsonul se termină cu un ac prin care este eliberat veninul. Cantitatea de venin eliminată este reglată de scorpion. Hemolimfa scorpionilor este la fel de toxică, ca și veninul eliminate de aceștia.  Mecanismul de acțiune al toxinelor, este legat de disfuncția membranelor celulare și al continuității curentului biologic în organism. Sub influența toxinelor extrase din scorpioni se dereglează canalele de transport al sodiului, ceea ce duce la disfuncția multor procese vitale. Din cele circa 1400 de specii cunoscute, numai 25 au venin extrem de periculos pentru om, toate aparțin familiai Buthidae. Speciile cele mai periculoase pentru om aparțin genurilor Leiurus, Parabuthus, Buthus, Tityus, Centruroides și Androctonus. Veninul scorpionilor provoacă inflamație în regiune, disfuncții cardiovasculare și respiratorii, somnolență și contracții musculare, reacții alergice și inflamări ale ganglionilor limfatici. 

Cele mai multe decese cauzate de scorpioni sunt înregistrate la copii, bătrâni și infirmi, din Africa, America de Sud și Mexic, unde speciile cele mai veninoase sunt omniprezente. Consecințele înțepăturii de scorpion depind de specie; greutate, vârsta și starea sănătății a victimei .

Veninul scorpionilor poate fi folosit și în medicină. Astfel unele substanțe ce se găsesc în  veninul lor sunt utilizate la tratamentul poliartritei, bolilor inflamatorii intestinale și a sclerozei multiple. Chlorotoxina, de exemplu, este folosită la  tratamentul și diagnosticarea mai multor tipuri de cancer.

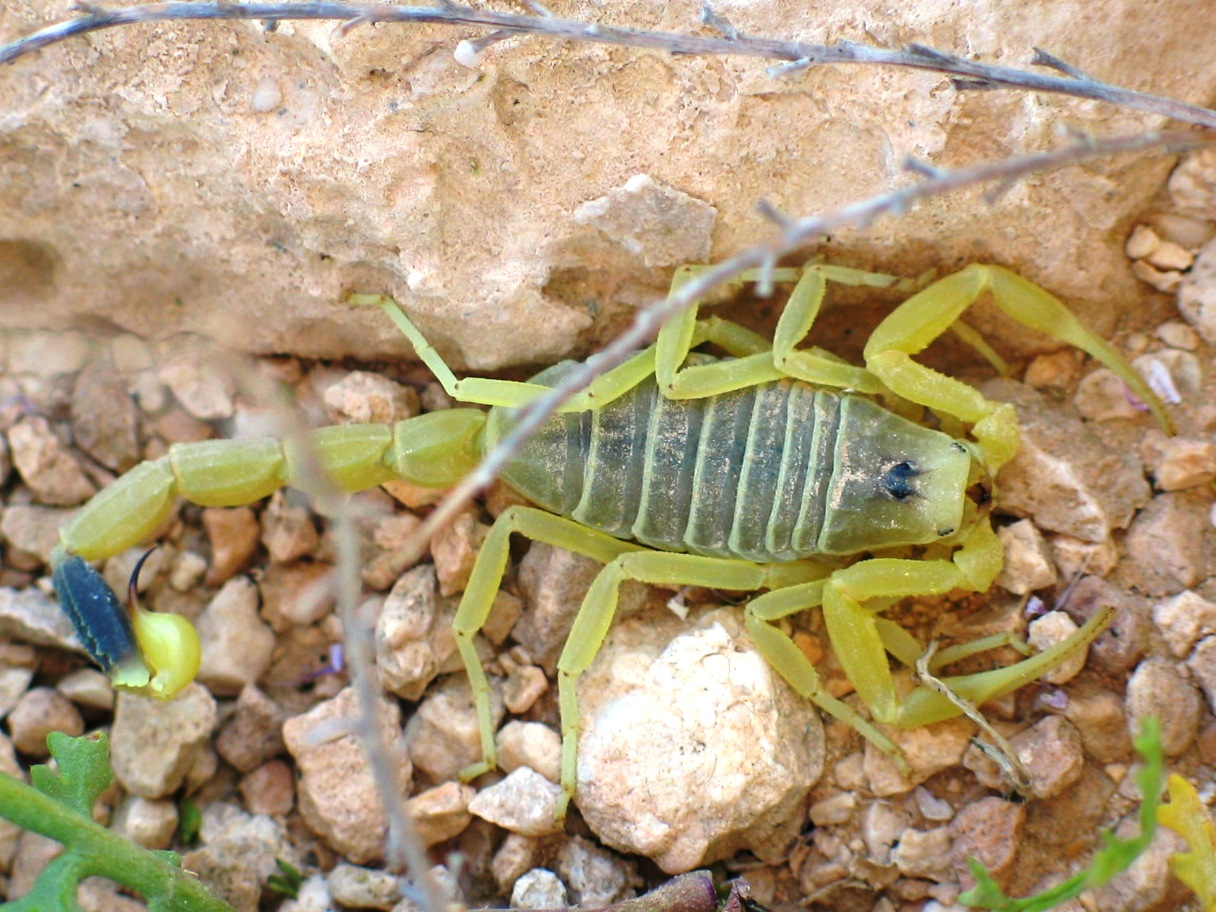
Leiurus quinquestriatus, unul dintre cei mai toxici scorpioni

### Utilizarea veninului în medicină
Deoarece neurotoxinele scorpionilor acționează asupra canalelor de potasiu, ele pot fi folosite la menținerea gradientului electric pentru transportul de ioni de calciu care controlează limfocitele T.  Astfel, neurotoxinele ar putea inhiba parțial sistemul imunitar pentru tratamentul tulburărilor autoimune (cum ar fi poliartrita reumatoidă, bolile inflamatorii ale intestinelor și scleroza multiplă). Veninul speciei Uroplectes lineatus este utilizat în dermatologie. 

Printre toxinele cele mai aplicate se enumeră:
- Clorotoxina –  alcătuită din 36 de monoacizi, este găsită la Leiurus quinquestriatus, acționează asupra canalelor de clor. Faptul că clorotoxina se leagă preferențial de celulele neurale afectate de gliom (tip de cancer) a permis dezvoltarea unor metode noi, însă încă mai sunt evaluate, pentru tratamentul și diagnosticul mai multor tipuri de cancer.
- Maurotoxina – veninul scorpionului tunisian Scorpio maurus palmatus.

## Sistematică
În prezent acest ordin grupează 13 familii și aproximativ 1.400 de specii descrise. 
- †Subordin Branchioscorpionina
  - Infraordinul Bilobosternina
    - †Suprafamilia Branchioscorpionoidea
      - †Familia Branchioscorpionidae Kjellesvig-Waering, 1986 (1 gen, 1 specie)
      - †Familia Dolichophonidae etrunkevitch, 1953 (1 gen, 1 specie)

  - †Infraordinul Bilobosternina
    - †Suprafamilia Branchioscorpionoidea 
      - †Familia Branchioscorpionidae Kjellesvig-Waering, 1986 (1 gen, 1 specie)
      - †Familia Dolichophonidae Petrunkevitch, 1953 (1 gen, 1 specie)

  - †Infraordinul Holosternina
    - †Suprafamilia Acanthoscorpionoidea
      - †Familia Acanthoscorpionidae Kjellesvig-Waering, 1986 (1 gen, 1 specie)
      - †Familia Stenoscorpionidae Kjellesvig-Waering, 1986 (1 gen, 2 specii)

    - †Suprafamilia Allopalaeophonoidea
      - †Familia Allopalaeophonidae Kjellesvig-Waering, 1986 (1 gen, 1 specie)

    - †Suprafamilia Archaeoctonoidea
      - †Familia Archaeoctonidae Petrunkevitch, 1949 (2 genuri, 2 specii)

    - †Suprafamilia Eoctonoidea
      - †Familia Allobuthiscorpiidae Kjellesvig-Waering, 1986 (2 genuri, 2 specii)
      - †Familia Anthracoscorpionidae Fritsch, 1904 (4 genuri, 6 specii)
      - †Familia Buthiscorpiidae Kjellesvig-Waering, 1986 (1 gen, 2 specii)
      - †Familia Eoctonidae Kjellesvig-Waering, 1986 (1 gen, 1 specie)
      - †Familia Garnettiidae Dubinin, 1962 (1 gen, 1 specie)

    - †Suprafamilia Gigantoscorpionoidea
      - †Familia Gigantoscorpionidae Kjellesvig-Waering, 1986 (2 genuri, 2 specii)

    - †Suprafamilia Mesophonoidea
      - †Familia Centromachidae Petrunkevitch, 1953 (5 genuri, 5 specii)
      - †Familia Heloscorpionidae Kjellesvig-Waering, 1986 (1 gen, 1 specie)
      - †Familia Liassoscorpionidae Kjellesvig-Waering, 1986 (1 gen, 1 specie)
      - †Familia Mazoniidae Petrunkevitch, 1913 (1 gen, 2 specii)
      - †Familia Mesophonidae Wills, 1910 (1 gen, 2 specii)
      - †Familia Willsiscorpionidae Kjellesvig-Waering, 1986 (1 gen, 1 specie)

    - †Suprafamilia Palaeoscorpioidea
      - †Familia Hydroscorpiidae Kjellesvig-Waering, 1986 (1 gen, 1 specie)
      - †Familia Palaeoscorpiidae Lehmann, 1944 (1 gen, 1 specie)

    - †Suprafamilia Proscorpioidea
      - †Familia Proscorpiidae Scudder, 1885 (2 genuri, 2 specii)
      - †Familia Labriscorpionidae Kjellesvig-Waering, 1986 (1 gen, 1 specie)
      - †Familia Waeringoscorpionidae Størmer, 1970 (1 gen, 1 specie)

    - †Suprafamilia Spongiophonoidea
      - †Familia Praearcturidae Kjellesvig-Waering, 1986 (1 gen, 1 specie)
      - †Familia Spongiophonidae Kjellesvig-Waering, 1986 (1 gen, 1 specie)

    - †Suprafamilia Stoermeroscorpionoidea
      - †Familia Stoermeroscorpionidae Kjellesvig-Waering, 1986 (1 gen, 1 specie)
      - †Familia Centromachidae Petrunkevitch, 1953 (5 genuri, 5 specii)
      - †Familia Heloscorpionidae Kjellesvig-Waering, 1986 (1 gen, 1 specie)
      - †Familia Liassoscorpionidae Kjellesvig-Waering, 1986 (1 gen, 1 specie)
      - †Familia Mazoniidae Petrunkevitch, 1913 (1 gen, 2 specii)
      - †Familia Mesophonidae Wills, 1910 (1 gen, 2 specii)
      - †Familia Willsiscorpionidae Kjellesvig-Waering, 1986 (1 gen, 1 specie)

    - †Suprafamilia Palaeoscorpioidea
      - †Familia Hydroscorpiidae Kjellesvig-Waering, 1986 (1 gen, 1 specie)
      - †Familia Palaeoscorpiidae Lehmann, 1944 (1 gen, 1 specie)

    - †Suprafamilia Proscorpioidea
      - †Familia Proscorpiidae Scudder, 1885 (2 genuri, 2 specii)
      - †Familia Labriscorpionidae Kjellesvig-Waering, 1986(1 gen, 1 specie)
      - †Familia Waeringoscorpionidae Størmer, 1970 (1 gen, 1 specie)

    - †Suprafamilia Spongiophonoidea
      - †Familia Praearcturidae Kjellesvig-Waering, 1986 (1 gen, 1 specie)
      - †Familia Spongiophonidae Kjellesvig-Waering, 1986 (1 gen, 1 specie)

    - †Suprafamilia Stoermeroscorpionoidea
      - †Familia Stoermeroscorpionidae Kjellesvig-Waering, 1986 (1 gen, 1 specie)

  - †Infraordinul Lobosternina
    - †Suprafamilia Isobuthoidea
      - †Familia Eobuthidae Kjellesvig-Waering, 1986 (1 gen, 3 specii)
      - †Familia Eoscorpiidae Scudder, 1884 (3 genuri, 8 specii)
      - †Familia Isobuthidae Petrunkevitch, 1913 (4 genuri, 5 specii)
      - †Familia Kronoscorpionidae Kjellesvig-Waering, 1986 (1 gen, 1 specie)
      - †Familia Pareobuthidae Kjellesvig-Waering, 1986 (1 gen, 1 specie)

    - †Suprafamilia Loboarchaeoctonoidea
      - †Familia Loboarchaeoctonidae Kjellesvig-Waering, 1986 (1 gen, 1 specie)

    - †Suprafamilia Palaeophonoidea
      - †Familia Palaeophonidae Thorell & Lindström, 1885 (1 gen, 2 specii)

    - †Suprafamilia Paraisobuthoidea
      - †Familia Paraisobuthidae Kjellesvig-Waering, 1986 (2 genuri, 5 specii)
      - †Familia Scoloposcorpionidae Kjellesvig-Waering, 1986 (2 genuri, 2 specii)
      - †Familia Telmatoscorpionidae Kjellesvig-Waering, 1986 (1 gen, 1 specie)

    - †Suprafamilia Pseudobuthiscorpioidea
      - †Familia Pseudobuthiscorpiidae Kjellesvig-Waering, 1986 (1 gen, 1 specie)
      - †Familia Waterstoniidae Kjellesvig-Waering, 1986 (1 gen, 1 specie)

  - †Infraordinul Meristosternina
    - †Suprafamilia Cyclophthalmoidea
      - †Familia Cyclophthalmidae Thorell & Lindström, 1885 (1 gen, 3 specii)
      - †Familia Microlabidae]] Kjellesvig-Waering, 1986 (1 gen, 1 specie)

    - †Suprafamilia Palaeobuthoidea
      - †Familia Palaeobuthidae Kjellesvig-Waering, 1986 (1 gen, 1 specie)

    - †Suprafamilia Tiphoscorpionoide
      - †Familia Tiphoscorpionida  Kjellesvig-Waering, 1986 (1 gen, 1 specie)
- Subordinul Neoscorpionina
  - Infraordinul Orthosternina
    - Suprafamilia Pseudochactoidea
      - Familia Pseudochactidae Gromov, 1998

    - Suprafamilia Buthoidea
      - Familia Buthidae C. L. Koch, 1837
      - Familia Microcharmidae Lourenço, 1996

    - Suprafamilia Chaeriloidea
      - Familia Chaerilidae Pocock, 1893

    - Suprafamilia Chactoidea
      - Familia Chactidae Pocock, 1893
      - Familia Euscorpiidae Laurie, 1896
      - Familia Superstitioniidae Stahnke, 1940
      - Familia Vaejovidae Thorell, 1876

    - Suprafamilia Iuroidea
      - Familia Caraboctonidae Kraepelin, 1905
      - Familia Iuridae Thorell, 1876

    - Suprafamilia Scorpionoidea
      - Familia Bothriuridae Simon, 1880
      - Familia Hemiscorpiidae Pocock, 1893(= Ischnuridae, =Liochelidae)
      - Familia Scorpionidae Latreille, 1802

## Răspândire
Scorpionii se întâlnesc pe toate continentele, cu excepția Antarctidei. În unele insule, cum ar fi Britania, Noua Zeelandă și unele insule din Oceania, scorpionii au fost introduși accidental. Ei au fost transportați pe neobservate din locurile natale sau au evadat de la comercianți și amatori. În Europa scorpionii pot fi găsiți în regiunea mediteraneană. În România se întâlnește o singură specie - Euscorpius carpathicus, observată în sud-vestul țării.
Scorpionii populează în aproape toate tipurile de habitate, inclusiv zonele alpine joase, pădurile tropicale, deșerturile aride, dar lipsesc în ecosistemelor boreale, tundra, taiga munții înzăpeziți. De regulă, trăisc în sol, printre stânci, în scorburi, nisipuri sau zonele de litoral (Euscorpius carpathicus).

Zeița Serket

## Scorpionii în cultură
Una dintre primele apariții ale scorpionilor în cultura umană este denumirea constelații și includerea sa în cele douăsprezece zodii de astronomii babilonieni, în sec. VI î. e. n.

În Egiptul antic zeița Serket a fost adesea descris ca un scorpion, una dintre zeițele care protejau faraonul.

În Africa de Nord și Asia de Sud, scorpionul este un simbol important în cultură, care apare ca un motiv în artă, în special în artă islamică din Orientul Mijlociu. El este perceput atât ca o întruchipare a răului, precum și o forță de protecție care contracarează răul. Într-un alt context, scorpionul semnifică sexualitatea umană. Scorpionii sunt folosiți în medicina populară din Asia de Sud în special în fabricarea antidotului pentru mușcăturile de scorpion.

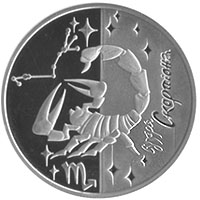
Scorpion pe o monedă ucraineană
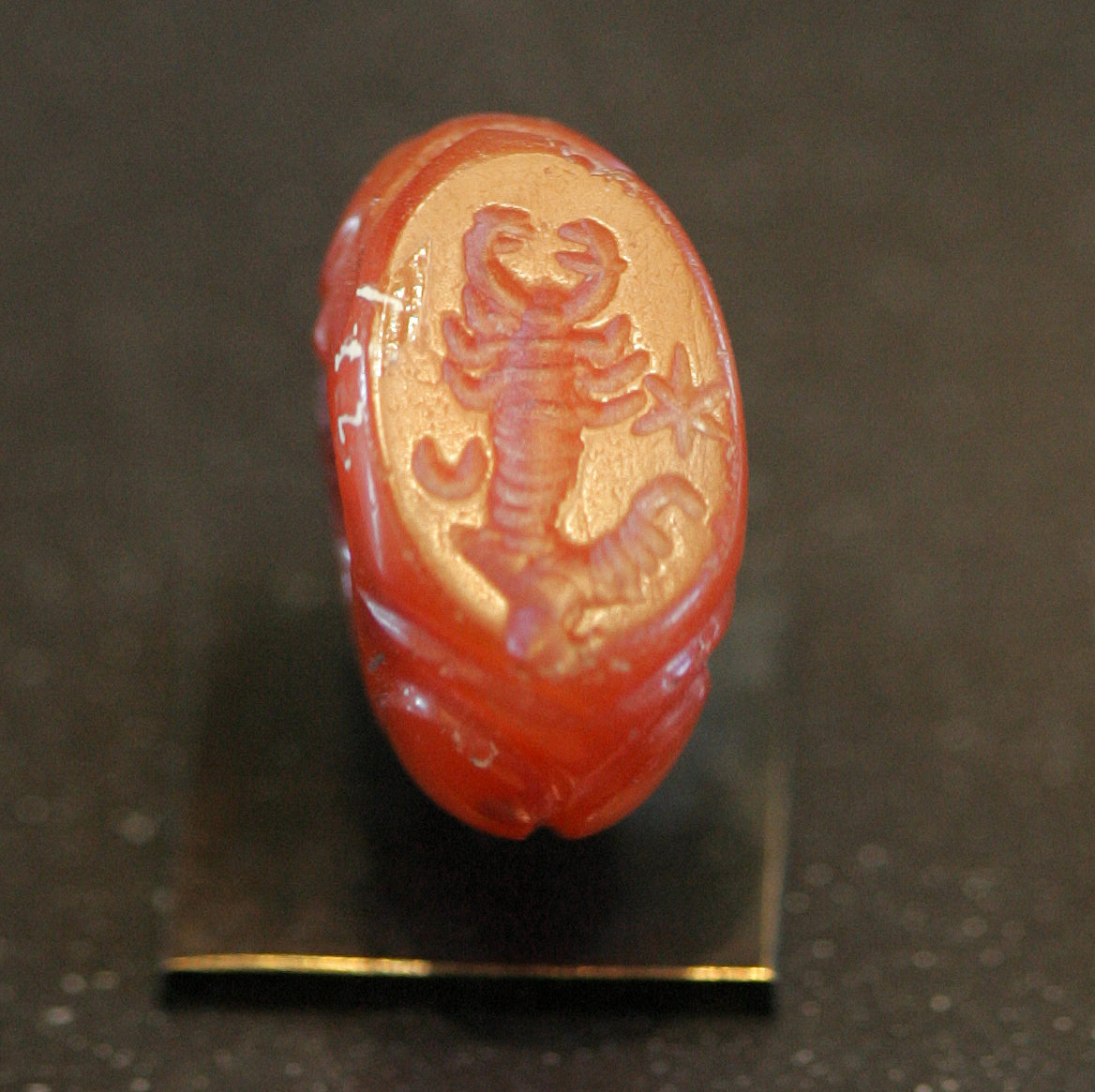
Sigiliu cu scorpion
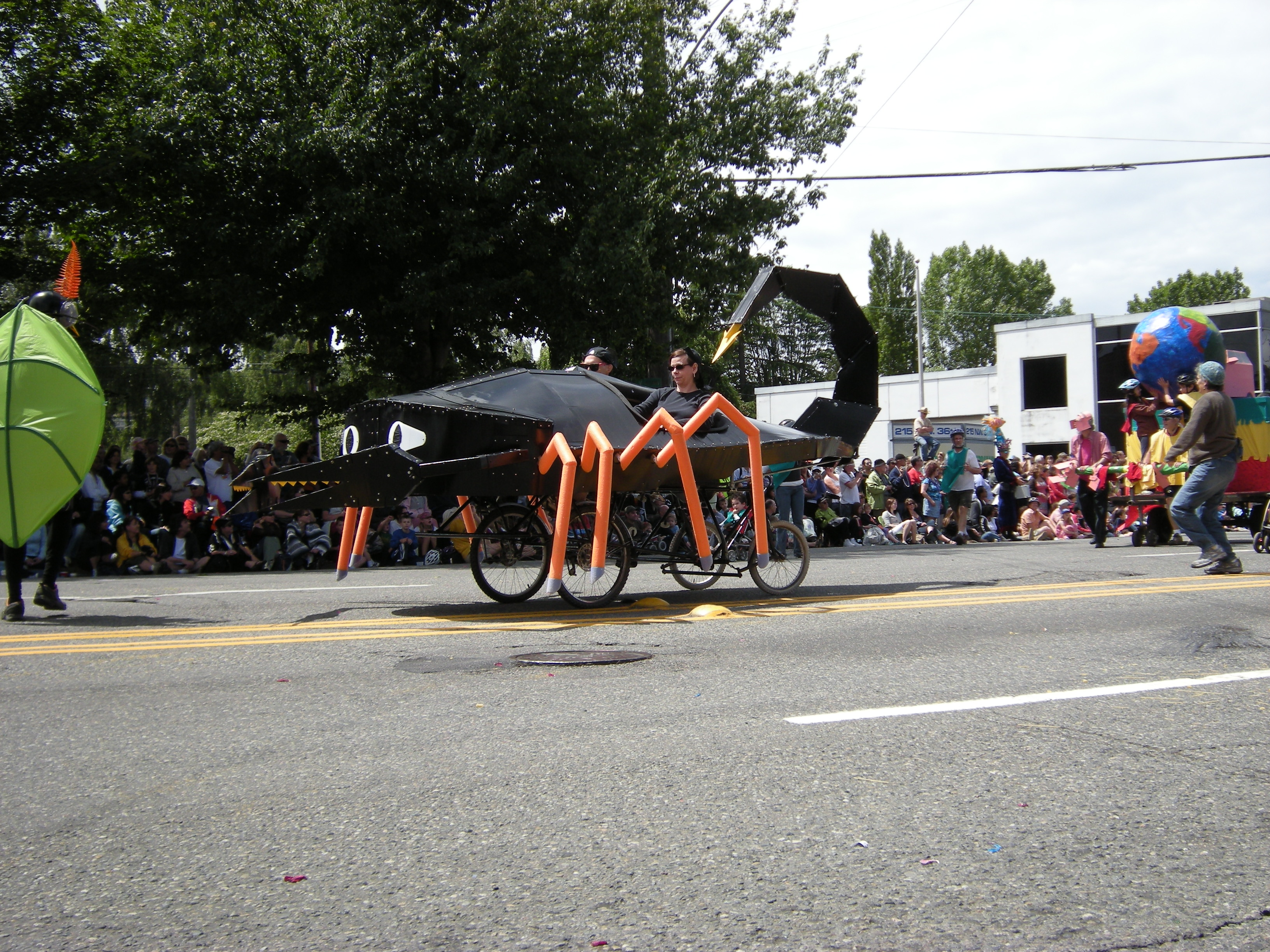
„Scorpionomobil”
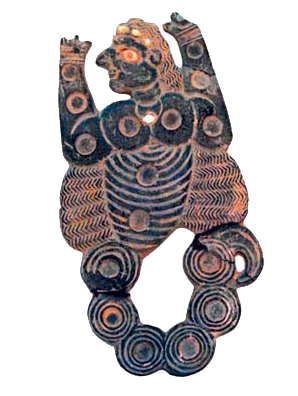
Tablă de joc aparținând culturei Jiroft